# Стефанкув (Шидловецький повіт)
Стефанкув (пол. Stefanków) — село в Польщі, у гміні Хлевіська Шидловецького повіту Мазовецького воєводства.
Населення — 149 осіб (2011).
У 1975-1998 роках село належало до Радомського воєводства.

## Демографія
Демографічна структура станом на 31 березня 2011 року:
|          | Загалом | Допрацездатний вік | Працездатний вік | Постпрацездатний вік |
| -------- | ------- | ------------------ | ---------------- | -------------------- |
| Чоловіки | 66      | 13                 | 40               | 13                   |
| Жінки    | 83      | 14                 | 35               | 34                   |
| Разом    | 149     | 27                 | 75               | 47                   |